# Gustav Helbig

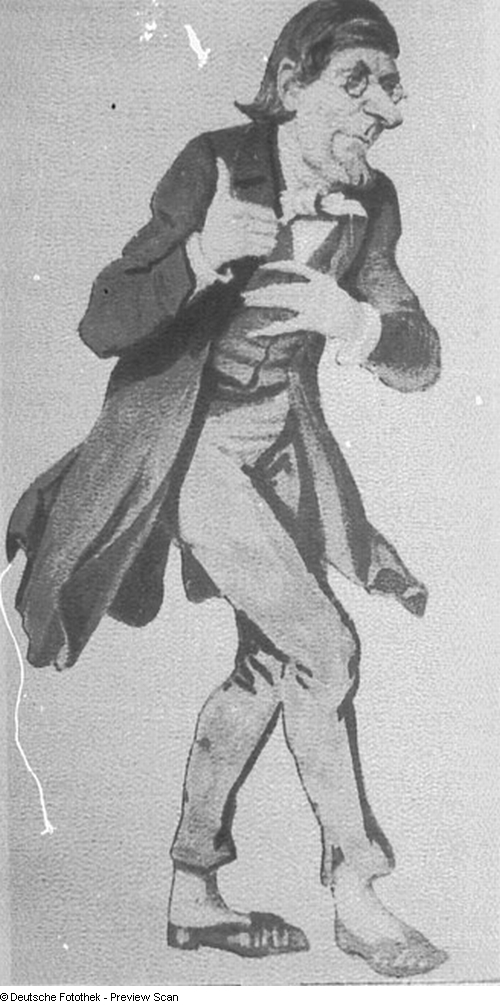
Karikatur zu Gustav Helbig

Karl Gustav Helbig (auch Carl Gustav Helbig; Pseudonym: C.G. Freimund; * 20. Juli 1808 in Dresden; † 19. März 1875 ebenda) war ein deutscher Historiker und Pädagoge.

## Leben
Helbig war Sohn eines Dresdener Beamten. Von 1820 bis 1826 besuchte er die Kreuzschule seiner Heimatstadt und ging anschließend an die Universität Leipzig, an der er Philologie und Theologie studierte. 1829/1830 war Helbig Erzieher im Haus des Generals und Polizeichefs von Warschau Lewitzkoy. 1831 bestand er schließlich das Examen der Theologie in Dresden.
Helbig wurde 1833 als Collaborator an die Dresdner Kreuzschule gerufen. 1835 wurde er zum außerordentlichen Oberlehrer ernannt. 1862 beförderte man ihn zum Konrektor der Schule und er bekam den Titel Professor verliehen. 1868 ließ er sich in den Ruhestand versetzen und verstarb schließlich 1875 an einem chronischen Magenleiden.
Helbig war neben seiner Lehrer- und schriftstellerischen Tätigkeit einer der zentralen Köpfe der literarischen Vereine seiner Zeit. So war er unter anderem Geschäftsführer der Montagsgesellschaft und Vorsitzender des Deutschen Vereins. Zudem arbeitete er an der Allgemeinen Deutschen Biographie mit. Am 6. Juni 1864 wurde ihm von der Universität Breslau die Ehrendoktorwürde (Dr. phil. h.c. ) verliehen.
Wolfgang Helbig war sein Sohn.

## Werke (Auswahl)
Monographien
- Bemerkungen über den Zustand Polens unter russischer Herrschaft im Jahre 1830, Leipzig 1831.
- Christian Ludwig Liscow: Ein Beitrag zur Literatur- und Kulturgeschichte des 18. Jahrhunderts. Nach Liscow’s Papieren im K. Sächs. Haupt-Staats-Archive und andern Mittheilungen, Arnold, Dresden 1844.
- Wallenstein und Arnim, 1632–1634: ein Beitrag zur Geschichte des dreißigjährigen Kriegs nach handschriftlichen Quellen des Königlich Sächsischen Haupt-Staats-Archivs , Adler & Dietze, Dresden 1850.
- Der Kaiser Ferdinand und der Herzog von Friedland während des Winters 1633–1634: Mit Wallensteins Horoscope von Keppler, Adler & Dietze, Dresden 1852.
- Gustav Adolf und die Kurfürsten von Sachsen und Brandenburg 1630–1632: nach handschriftlichen Quellen des Königlich Sächsischen Haupt-Staats-Archivs dargestellt, Arnold, Leipzig 1854.

Herausgeberschaften
- Friedrich Schiller: Wallenstein: Ein dramatisches Gedicht, Stuttgart und Augsburg 1856.
- Esaias von Pufendorf: Esaias Pufendorf: Bericht über Kaiser Leopold, seinen Hof und die österreichische Politik 1671–1674, Teubner, Leipzig 1862.